# Festival international de Porto-Novo
Le Festival international de Porto-Novo (FIP) est une manifestation culturelle créée en 2017 dont l'objectif est de faire découvrir au monde la diversité culturelle et du riche patrimoine historique et architectural de Porto-Novo au Bénin. Il a lieu périodiquement et est aussi appelé festival international des arts et culture Vodoun de Porto-Novo. 

## Les éditions successives

### 5eédition
La cinquième édition du festival s'est déroulée du 2 au 10 janvier 2022 sous le thème « Restitution du patrimoine béninois : recherche, densification et transmission des savoirs à Ajasê, Xogbonu, Porto-Novo » avec la mobilisation de la population et des autorités politico-administrative du Bénin dont le ministre Jean-Michel Abimbola, l’artiste chanteur béninois  Sagbohan Danialou, le président de l’Assemblée nationale, Louis Vlavonou, et le maire de Porto-Novo, Charlemagne Yankoty. C'est aussi l’occasion de certains évènements cultuels et culturelles à travers les danses, la musique, de rites, de cultes et de représentations visuelles des divinités.

### 4eédition
La quatrième édition du festival s'est tenue du 4 au 12 janvier 2020 sous le thème «Gu ou ogo, figure guerrière de la constellation des vodun : Épistémologie d’un vodun pionnier du développement »  dans le but de promouvoir le patrimoine artistique, historique et culturel de Porto-Novo. Le ministre Dona Jean Claude Houssou de l’énergie représentant le Chef de l’État et son homologue des sports Oswald Homeky, le préfet de l’Ouémé Joachim Apithy, l’ambassadeur plénipotentiaire du Bénin près de l’UNESCO Irénée Zevounou ainsi que les rois et chefs traditionnels, une délégation composée de Aladji Babatundé Ola Oluwa, envoyée spécial du ministre de l’intérieur de l’État du Nigéria, ex-gouverneur de l’État d’Osun, Raouf Aregbesola de la cour royale de sa Majesté Oni d’Ilé-Ifè , d’Osun State et de la Fondation Isese Oriladimun world wild sont  présents à cette édition du festival aux côtés de la population béninoise. Il est compté plus 1200 masques et divinités défilants.

### 3eédition
La troisième édition du festival, tenue du 5 au 12 janvier 2019 sous le thème « les systèmes de divination en Afrique dans un contexte de mondialisation : enjeux et perceptions » permis la réappropriation de la culture et de l'histoire de Porto-Novo et en faire une destination touristique. À la clôture du festival on compte 1 200 masques défilant sur le boulevard du cinquantenaire. Cette édition connaît la participation de la population et des autorités politico-administrative dont le chef de l’État Patrice Talon, le président de l’Assemblée nationale Adrien Houngbédji.

### 2eédition
La deuxième édition du FIP s'est tenue du 6 au 11 janvier 2018. Il y eut lieu des concerts, des spectacles de danses de masques vaudous, des colloques sur le vaudou, des visites du patrimoine architectural tel que Stade Charles de Gaulle, musée Honmè et jardin des Plantes et de la Nature. Cette édition connaît aussi la présence du camerounais Manu Dibango.

### 1reédition
La première édition du festival est lancée le samedi 7 au 14 janvier 2017 par  le secrétaire général du Ministère de la culture, le préfet du département de l’Ouémé, Joachim Apithy et le maire de Porto- Novo, Emmanuel Zossou. La clôture de la première édition du festival est marquée par un défilé de masques Zangbéto, Egun gun, Bourians, Gounoukô et divinités endogènes à Porto-Novo.